# We Are the World
We Are the World este un cântec caritabil american, înregistrat de către grupul USA for Africa în 1985. A fost scris de soliștii Michael Jackson și Lionel Richie, și produs de Quincy Jones și Michael Omartian pentru albumul We Are the World. Cu vânzări de peste 20 de milioane de exemplare, a devenit unul dintre cele mai bine vândute single-uri din toate timpurile.
La scurt timp după ce asociația britanică Band Aid a lansat piesa „Do They Know It's Christmas?”, în decembrie 1984, activistul Harry Belafonte a decis să creeze o variantă americană, pentru ajutorarea foametei din Etiopia. Împreună cu strângerea de fonduri Ken Kragen, el a înrolat mai mulți muzicieni. Jackson și Richie au terminat compoziția în noaptea dinaintea primei sesiuni de înregistrare, pe 21 ianuarie 1985. Evenimentul a reunit unii dintre cei mai cunoscuți artiști ai epocii.
„We Are the World” a fost lansat pe 7 martie 1985, ca prim single de pe album, de către Columbia Records. Acesta a ocupat primele locuri în topurile muzicale din întreaga lume, și a devenit single-ul pop american cu cele mai rapide vânzări din istorie. A fost certificat cvadruplu platină, devenind primul single certificat multi-platină. Printre distincțiile sale se numără patru premii Grammy, un American Music Award și un People's Choice Award.
„We Are the World” a fost promovat printr-un videoclip, o casetă VHS, o revistă în ediție specială, un simulcast și mai multe cărți, postere și tricouri. Vânzările au ajutat la strângerea a peste 80 de milioane de dolari (214 milioane de dolari în 2024) pentru ajutor umanitar în Africa și Statele Unite. O altă distribuție de cântăreți a înregistrat o nouă versiune a cântecului, „We Are the World 25 for Haiti”, pentru a strânge ajutoare în urma cutremurului din Haiti din 2010.

## Compunere
Michael Jackson i-a spus lui Lionel Richie că vrea să ajute la scrierea cântecului. Echipa de compozitori l-a inclus inițial și pe Stevie Wonder, dar timpul acestuia a fost limitat din cauza dedicării sale filmului The Woman in Red. Jackson și Richie au scris „We Are the World” la Hayvenhurst, casa familiei Jackson din Encino, California. Au căutat să scrie un cântec care să fie ușor de fredonat, memorabil și asemănător unui imn. Timp de o săptămână, au petrecut fiecare noapte lucrând la versuri și melodii în dormitorul lui Jackson. Sora mai mare a lui Jackson, La Toya, a povestit procesul: „Mă duceam în cameră în timp ce ei scriau și era foarte liniște, ceea ce este ciudat, deoarece Michael este de obicei foarte vesel când lucrează. A fost foarte emoționant pentru ei”. Ea a spus mai târziu că Jackson a scris majoritatea versurilor.
Richie a înregistrat două melodii pentru „We Are the World”, la care Jackson a adăugat muzică și în aceeași zi. Jackson a declarat: „Îmi place să lucrez rapid. Am mers înainte fără ca măcar Lionel să știe. Nu puteam să aștept. Am intrat și am ieșit în aceeași seară cu cântecul finalizat: tobe, pian, corzi și cuvintele refrenului”. Jackson le-a prezentat demo-ul lui Richie și Quincy Jones, care au fost șocați; nu se așteptau ca el să imagineze structura cântecului atât de repede. Următoarele întâlniri dintre Jackson și Richie au fost nereușite. În noaptea de 21 ianuarie 1985, în noaptea dinaintea primei sesiuni de înregistrare, Richie și Jackson au finalizat versurile și melodia.

## Muzicieni

#### Dirijor
- Quincy Jones

#### Soliști (în ordinea apariției)
1. Lionel Richie
2. Stevie Wonder
3. Paul Simon
4. Kenny Rogers
5. James Ingram
6. Tina Turner
7. Billy Joel
8. Michael Jackson
9. Diana Ross
10. Dionne Warwick
11. Willie Nelson
12. Al Jarreau
13. Bruce Springsteen
14. Kenny Loggins
15. Steve Perry
16. Daryl Hall
17. Huey Lewis
18. Cyndi Lauper
19. Kim Carnes
20. Bob Dylan
21. Ray Charles

#### Corul
- Dan Aykroyd
- Harry Belafonte
- Lindsey Buckingham
- Mario Cipollina
- Johnny Colla
- Sheila E.
- Bob Geldof
- Bill Gibson
- Chris Hayes
- Sean Hopper
- Jackie Jackson
- La Toya Jackson
- Marlon Jackson
- Randy Jackson
- Tito Jackson
- Waylon Jennings
- Bette Midler
- John Oates
- Jeffrey Osborne
- The Pointer Sisters
- Smokey Robinson
- David Paich

## Recepție
Melodia s-a dovedit a fi populară atât în rândul ascultătorilor tineri, cât și al celor mai în vârstă. Locuitorii din Columbia, Missouri, au declarat că au cumpărat mai mult de o copie a single-ului, unii cumpărând până la cinci copii ale discului deodată.
Potrivit criticului muzical și biografului lui Springsteen, Dave Marsh, „We Are the World” nu a fost acceptat pe scară largă în comunitatea rock. Marsh a declarat că respingerea a fost cauzată de faptul că nu era „un disc rock, o critică a regulilor politice care au creat foametea, o modalitate de a afla cum și de ce apar înfometările, o reprezentare atotcuprinzătoare a întregului spectru mondial al muzicii populare post-Presley”. Deși Marsh a fost de acord cu unele dintre critici, el a considerat că, în ciuda sentimentalismului său, „We Are the World” a fost un eveniment pop de mare amploare cu nuanțe politice serioase.
„We Are the World” a fost recunoscut cu mai multe premii în urma lansării sale. La Premiile Grammy din 1986, cântecul și videoclipul care îl însoțea au câștigat patru premii: Înregistrarea anului, Melodia anului, Cea mai bună interpretare pop a unui duo sau a unui grup vocal, și Cel mai bun videoclip muzical. Videoclipul a primit două distincții la premiile MTV Video Music Awards din 1985. Acesta a adunat premiile pentru Cel mai bun videoclip de grup, și Viewer's Choice. People's Choice Awards a recunoscut „We Are the World” cu premiul Favorite New Song în 1986. În același an, American Music Awards a numit „We Are the World” drept „cântecul anului”, și l-a onorat pe organizatorul Harry Belafonte cu Award of Appreciation. Ridicându-și premiul, Belafonte le-a mulțumit lui Ken Kragen, Quincy Jones și „celor doi artiști care, fără marele lor dar, nu ne-ar fi inspirat în același mod în care am fost, domnul Lionel Richie și domnul Michael Jackson”. După discurs, majoritatea celor de la USA for Africa s-au reunit pe scenă, închizând ceremonia cu „We Are the World”.

## Certificări
| Țară                              | Certificare | Vânzări   |
| --------------------------------- | ----------- | --------- |
| Canada (CRIA)                     | 3 × Platină | 30.000    |
| Statele Unite ale Americii (RIAA) | 4 × Platină | 4.000.000 |
| Franța (SNEP)                     | Platină     | 965.000   |
| Regatul Unit (BPI)                | Argint      | 200.000   |